# Universidad de Scranton

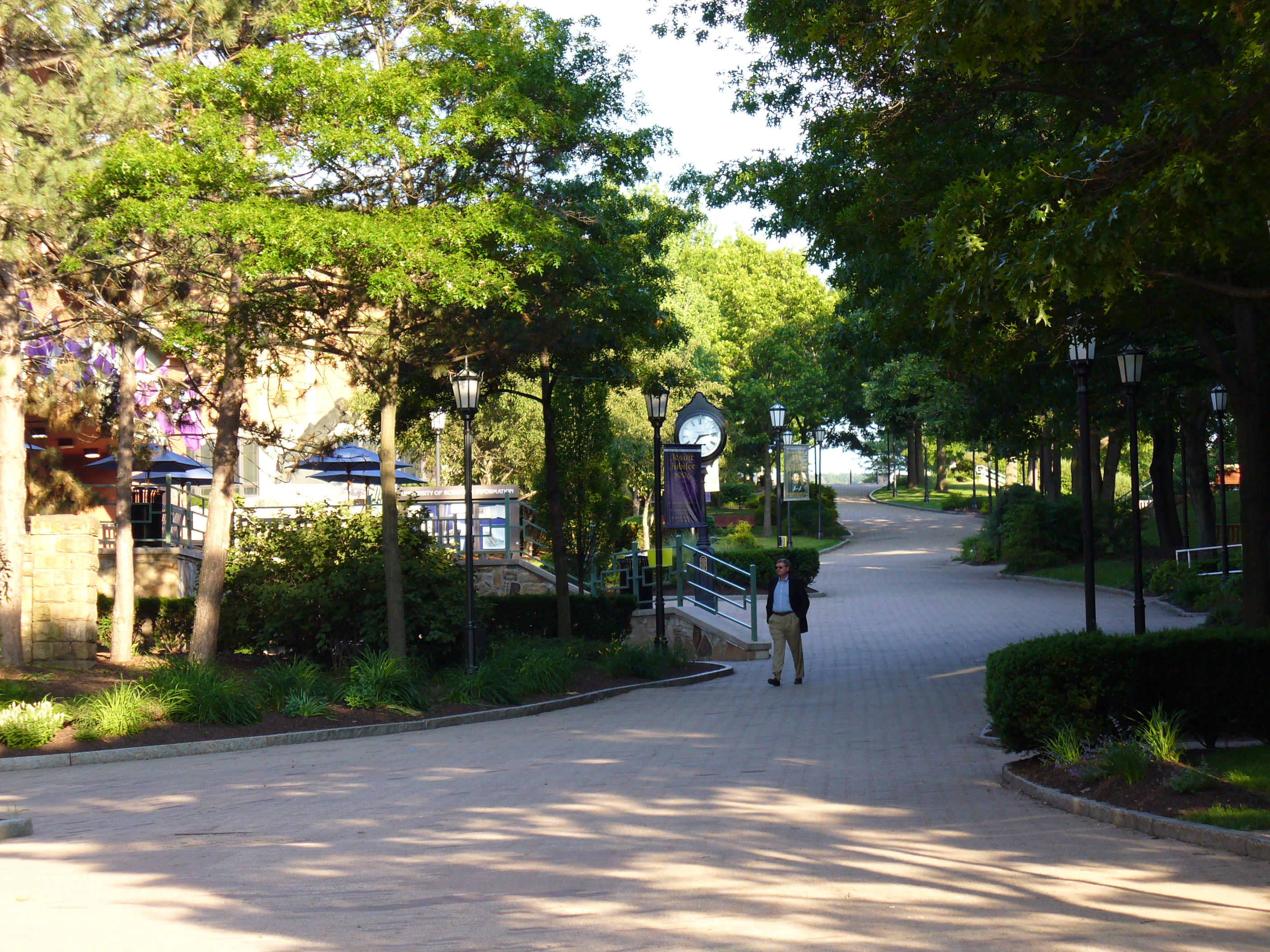
The Commons, avenida central del campus.

La Universidad de Scranton (University of Scranton en inglés y oficialmente) es una universidad privada, católica, de la Compañía de Jesús (Jesuitas), ubicada en Scranton (Pensilvania, Estados Unidos de América). Forma parte de la Asociación de Universidades Jesuitas (AJCU), en la que se integran las 28 universidades que la Compañía de Jesús dirige en los Estados Unidos. 

## Historia
La universidad fue fundada con el nombre de Saint Thomas College por el Obispo William G. O’Hara, D. D. en 1888. Se convirtió en Universidad de Scranton en 1938, y encomendada a la Compañía de Jesús en 1942.

## Vida Estudiantil
Los aproximadamente 4.800 estudiantes proceden de 29 estados y de 12 países extranjeros. Sobre el 80 % de los estudiantes de primer curso viven en las 13 residencias universitarias que hay en el campus.

## Campus
Ocupa 23 hectáreas en el centro de la ciudad de Scranton, por lo que se trata de un campus urbano.

## Deportes
La Universidad de Scranton mantiene 19 equipos, 10 masculinos y 9 femeninos, que compiten en División III de la NCAA, en la Landmark Conference. En hombres compite en Béisbol, Golf, Lucha libre y Hockey sobre hielo. En mujeres, lo hace en Hockey sobre hierba, Voleibol, y Sóftbol. Tanto en hombres como en mujeres, compite en Lacrosse, Campo a través, Fútbol, Baloncesto, Natación, y Tenis.